# Суринам на Светском првенству у атлетици на отвореном 2017.
Суринам је учествовао на Светском првенству у атлетици на отвореном 2017. одржаном у Лондону од 4. до 13. августа четрнаести пут. Репрезентацију Суринама представљао је један атлетичар који се такмичио у троскоку.,
На овом првенству Суринам није освојио ниједну медаљу, нити је постигнут неки рекорд.

## Учесници
- Miguel van Assen — Троскок

## Резултати

### Мушкарци
| Атлетичар        | Дисциплина | Лични рекорд | Квалификације | Квалификације | Полуфинале           | Полуфинале           | Финале               | Финале       | Детаљи |
| Атлетичар        | Дисциплина | Лични рекорд | Резултат      | Место         | Резултат             | Место                | Резултат             | Место        | Детаљи |
| ---------------- | ---------- | ------------ | ------------- | ------------- | -------------------- | -------------------- | -------------------- | ------------ | ------ |
| Miguel van Assen | Троскок    | 16,94 НР     | 16,38         | 12. у гр. А   | Није се квалификовао | Није се квалификовао | Није се квалификовао | 23 / 30 (31) |        |